# Un momento
«Un momento» es una canción grabada por la cantante rumana Inna con el cantante español Juan Magán. Fue lanzado como el tercer sencillo de su segundo álbum de estudio, I Am the Club Rocker (2011), el 18 de julio de 2011. La pista fue escrita y producida por los miembros de Play & Win Sebastian Barac, Radu Bolfea y Marcel Botezan, junto con la producción adicional de Magán. «Un momento» ha sido descrita como una canción influenciada por el flamenco, con una guitarra acústica en su instrumentación. Es una pista bilingüe, con letras escritas tanto en español como en inglés.
El sencillo ha recibido reseñas positivas por parte de los críticos de música, quienes elogiaron su estilo pegadizo y veraniego. Para promoverlo, un video musical fue filmado por Alex Herron a finales de julio de 2011, y subido al canal oficial de Inna en YouTube el 9 de agosto de 2011 recibiendo reseñas favorables. Ella promovió aún más la canción con presentaciones en vivo, incluyendo dos en el World Trade Center Ciudad de México en 2012 y 2016. Comercialmente, «Un momento» alcanzó el top 20 en Eslovaquia, Turquía y Rumania.

## Antecedentes y composición
En junio de 2010, Inna anunció a través de su sitio web oficial que dos nuevas canciones, «Un momento», en colaboración con el cantante español Juan Magán, y «Sun Is Up», estarían disponibles en el próximo «Summer Hit Pack». Con los planes sin materializar, la cantante confirmó que «Un momento» sería incluida como una pista adicional en la edición española de su álbum de estudio debut Hot (2009), la cual fue lanzada el 28 de septiembre de 2010. La canción también fue incluida en la edición británica del disco, estrenada el 5 de junio de 2011.
«Un Momento» fue lanzado digitalmente el 18 de julio de 2011 por Roton como el tercer sencillo del segundo álbum de estudio de Inna I Am the Club Rocker (2011). Fue escrita y producida por los miembros del trío rumano Play & Win: Sebastian Barac, Radu Bolfea y Marcel Botezan, junto con producción adicional hecha por Magán. Jon O'Brien de AllMusic etiquetó la pista — junto con su sencillo «Endless» (2011) — como «un flamenco veraneante», y escribió que «proporciona las vibraciones mediterráneas necesarias». «Un momento» incluye una guitarra acústica en su instrumentación, lo que le da un «estilo veraniego» a la canción, cuyas letras fueron escritas tanto en español como en inglés.

## Recepción

### Crítica

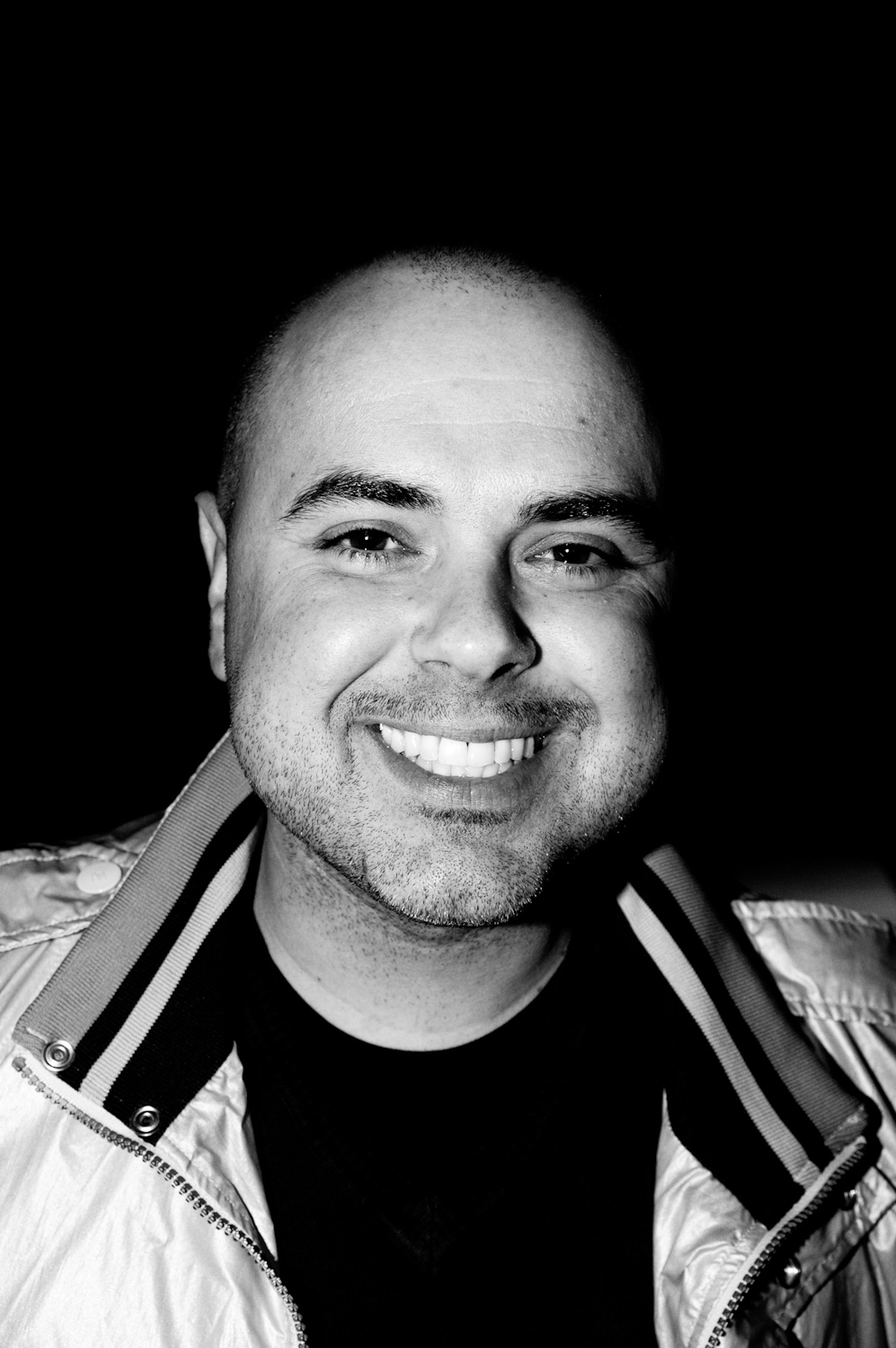
«Un Momento» presenta al cantante español Juan Magán (en la imagen) como artista invitado.

Tras su lanzamiento, «Un momento» ha recibido reseñas positivas por parte de los críticos de música. Anna Julia Höhr, quien escribió para el sitio web de noticias Teleschau, elogió la pista junto con «Déjà Vu» (2009) e «Inna Mega Mix» presentes en la edición alemana de I Am the Club Rocker. Kevin Apaza de Direct Lyrics etiquetó la canción como «electrónica, magnética y sensual» en referencia a una de sus letras y aplaudió la producción. Además elogió la idea de lanzar la canción durante el verano y escribió: «Cada vez que escucho la canción, no puedo evitar estar feliz». Jonathan Hamard de Pure Charts pensó que la canción superaría el rendimiento comercial de su predecesor «Club Rocker» (2011) y elogió su ritmo pegadizo: «¡Sencillo, alegre, festivo, tantos argumentos que harán que las personas quieran volver a escuchar este título tan veraniego!»

### Comercial
Comercialmente, la canción experimentó éxito moderado en las listas. Alcanzó los puestos diez y cuatro en Turquía y Eslovaquia, respectivamente, convirtiéndose en el sencillo mejor posicionado de Inna en este último país. «Un momento» además alcanzó el top 30 en Rumania y en la lista México Español Airplay de Billboard. En la lista SNEP de Francia, la pista ascendió del número 99 al 45, apoyado por el lanzamiento de la edición parental de I Am the Club Rocker; más tarde alcanzó el número 42. «Un momento» también alcanzó el top 50 en España y la lista Dance Top 50 de Polonia.

## Promoción y video musical
Como parte de su serie «Rock the Roof» en YouTube, la cantante interpretó «Un Momento» en el techo de un edificio en Ciudad de México el 22 de abril de 2012. Ella también presentó la canción en el World Trade Center Ciudad de México en septiembre de 2012 junto con el resto del material de I Am the Club Rocker, y en 2016 en el mismo lugar. Un video musical de acompañamiento para «Un Momento» fue filmado por Alex Herron a finales de julio de 2011 — con quien Inna ya había colaborado previamente en los videos de «Sun Is Up» (2010) y «Club Rocker» — en Palma de Mallorca, España, con Martin Coppen acreditado como el director de fotografía. Fue subido al canal oficial de la cantante en YouTube el 9 de agosto, precedido por el lanzamiento de un teaser el 3 de agosto de 2011.
En la escena inicial, Inna conduce un automóvil y se detiene en el camino de una carretera para dejar que el chico que está junto a ella orine, pero finalmente se va sin él. Posteriormente, la cantante entra en una habitación y observa varias fotografías dispersas en una cama junto con otras tres chicas. A medida que el videoclip avanza, se las ve caminando por las carreteras de Palma de Mallorca e interactuando con personas, montando bicicletas, viviendo en un yate, tomando fotos, viendo a alguien hacerse un tatuaje que dice «CLUB ROCKER», y haciendo una aparición en una fiesta por la noche. Hacia el final del video, se revela que la cama contiene a un hombre dormido, al que despiertan y le arrojan las imágenes.
El video musical ha recibido reseñas favorables. Apaza, quien escribió para Direct Lyrics, resumió la trama del clip: «[...] básicamente ve a Inna pasándola bien en la isla. Ella monta su descapotable en la carretera, camina por las calles, golpea el mar en un yate y finaliza el día en una fiesta española.!» Hamard de Pure Charts señaló «el yate, el sol, la playa, la piscina y la apariencia sexy» como los «ingredientes» del video, comparándolo positivamente con sus trabajos previos. Un editor de Eva.ro encontró que el video era «bueno y divertido», y que era una buena alternativa para su video anterior «Club Rocker».

## Formatos
- Versiones oficiales[5][26]

1. «Un Momento» (Play & Win 2011 Radio Edit) [feat. Juan Magán] – 3:24
2. «Un Momento» (Play & Win 2011 Radio Edit) – 3:23
3. «Un Momento» (Audiodish Remix) [feat. Juan Magán] – 5:50
4. «Un Momento» (Pulserockerz Remix) [feat. Juan Magán] – 4:10
5. «Un Momento» (Diakar Remixx) [feat. Juan Magán] – 3:41
6. «Un Momento» (Diakar Extended Remixx) [feat. Juan Magán] – 5:32
7. «Un Momento» (Tony Zampa Edit) [feat. Juan Magán] – 2:50
8. «Un Momento» (Tony Zampa Tools Mix) [feat. Juan Magán] – 7:24
9. «Un Momento» (Ivan Kay Old School Mix) [feat. Juan Magán] – 3:13
10. «Un Momento» (Ivan Kay Drill Mix Radio Edit) [feat. Juan Magán] – 3:31
11. «Un Momento» (Ivan Kay Extended Drill Mix) [feat. Juan Magán] – 4:45
12. «Un Momento» (JRMX Club) [feat. Juan Magán] – 7:56
13. «Un Momento» (JRMX Edit) [feat. Juan Magán] – 3:39
14. «Un Momento» (Timmy Rise & Barrington Lawrence Dirty Remix) [feat. Juan Magán] – 6:54

## Posicionamiento en listas
| Bélgica      | Ultratip Flanders      | 12 |
| Bélgica      | Ultratop 50 Wallonia   | 31 |
| Eslovaquia   | Rádio Top 100          | 38 |
| España       | PROMUSICAE             | 46 |
| Francia      | SNEP                   | 42 |
| Italia       | FIMI                   | 88 |
| México       | México Español Airplay | 29 |
| Países Bajos | Single Top 100         | 98 |
| Polonia      | Dance Top 50           | 48 |
| Rumania      | Romanian Top 100       | 12 |
| Rusia        | Tophit                 | 64 |
| Turquía      | Number One Top 20      | 10 |

| Rumania | Romanian Top 100 | 70 |

## Historial de lanzamiento
| Región        | Fecha                 | Formato          | Discográfica     |
| ------------- | --------------------- | ---------------- | ---------------- |
| Francia       | 18 de julio de 2011   | Descarga digital | Roton            |
| Francia       | 2011                  | CD               | Airplay          |
| México        | 26 de agosto de 2011  | Descarga digital | Mas Label • Empo |
| Nueva Zelanda | 15 de octubre de 2011 | Descarga digital | Central Station  |
| Reino Unido   | 23 de octubre de 2011 | Descarga digital | AATW             |